# Philippe Jourde
Pour les articles homonymes, voir Jourde.
Philippe Jourde, né le 11 août 1816 au Puy (Haute-Loire) et mort le 1er décembre 1905 à Carry-le-Rouet (Bouches-du-Rhône), est un patron de presse, homme politique et philanthrope français.

## Biographie
Philippe-Auguste Jourde est le fils de Claire Mourgues et de Jean-Jacques Jourde, marchand habitant au Puy.
Établi comme négociant à Marseille, Philippe Jourde étend ses activités à Paris, où il est juge au tribunal de commerce à partir de 1864.
Après la mort de Léonor-Joseph Havin, survenue en 1868, Jourde achète la majorité des parts de la société du journal Le Siècle. Membre du conseil de surveillance de cette société, il en devient le directeur-gérant en 1870, après la démission de Désiré Terré. Il conserve cette fonction jusqu'à son remplacement par Jean Dupuy. En 1881, Jourde remplace Henri Brisson à la direction politique du journal et reste à ce poste jusqu'en août 1888, quand Dupuy part prendre la direction du Petit Parisien après avoir vendu le Siècle à un groupe dirigé par le député Thévenet.
Membre du Syndicat de la presse parisienne depuis 1875, Philippe Jourde en est élu président en novembre 1879. Le syndicat est à l'origine de la création, le 6 mai 1885, de l'Association des journalistes parisiens, dont Jourde est élu président d'honneur trois jours plus tard. Il préside également la Société des victimes du devoir.
Républicain de longue date, il est élu conseiller général du canton de Martigues en décembre 1877. Siégeant au conseil général des Bouches-du-Rhône jusqu'en 1895, il présidera cette assemblée départementale à plusieurs reprises. C'est à ce titre qu'il sera décoré de la Légion d'honneur en 1890 par le président Carnot.
En vue des élections sénatoriales de 1879, Jourde est candidat au siège vacant depuis la mort d'Alphonse Esquiros. Plébiscité par le conseil municipal d'Aix, il termine cependant en troisième position lors du scrutin préparatoire organisé par les délégués sénatoriaux républicains des Bouches-du-Rhône. Il se désiste alors en faveur du docteur Bouquet, qui se désiste à son tour en faveur du républicain le mieux placé, Henry Barne. Ce dernier est par conséquent élu le 5 janvier. Quatre ans plus tard, Jourde est pressenti pour être le candidat de la Gauche républicaine lors du remplacement du général Chanzy au poste de sénateur inamovible. Malgré le soutien de Dietz-Monnin, Calmon, Magnin et Billot, les sénateurs de ce groupe lui préfèrent finalement Léon Lalanne, qui est investi par 39 voix contre 19.
Jourde se retire au château de Caumont, situé à Carry-le-Rouet, commune où l'ancien directeur du Siècle a financé la construction d'un bureau des postes et télégraphes ainsi que celle d'une caserne de douaniers. Mort le 1er décembre 1905, il est inhumé trois jours plus tard aux côtés de sa femme dans la chapelle de l'asile des marins (asile Philippe Jourde) de Martigues. Cette institution, fondée par Jourde, avait été inaugurée par le ministre de la Marine en 1900.